# 巴里坤湖
43°39′51″N 92°47′52″E / 43.6643°N 92.7978°E
巴里坤湖，古称蒲类海，又称巴尔库勒淖尔，是位于新疆巴里坤县的咸水湖。
巴里坤湖位于天山山脉东段巴里坤山与莫钦乌拉山之间的巴里坤地堑式断陷封闭型高位盆地中，东西宽约9千米，南北长13千米，总面积113平方千米。湖面海拔1585米，属高原型咸水湖泊，是巴里坤盆地的集水中心，湖水补给以湖泊周边地表径流、周围洪积扇溢出带的泉水及地下径流为主，盆地平均年降水量约180毫米，蒸发量1800毫米，湖水矿化度达7～8克/升，湖内有丰富的芒硝和食盐资源，湖中生长卤虫。湖中发育有近南北向沙堤，将湖分割成东、西两部分，湖滨东、西、南部为沼泽湿地草甸，是优良草场。
更新世晚期巴里坤湖面积约800平方千米，全新世时约550平方千米。由于构造运动盆地东部上升幅度大于西部，湖盆位置约比晚更新世时西移25千米。巴里坤湖汉代湖水面积有800余平方千米，到唐代逐渐缩为500平方千米。1944年为140平方千米，到1984年湖水面积为112.15平方千米。